# Cavendishia aberrans
Cavendishia aberrans är en ljungväxtart som beskrevs av J.L. Luteyn. Cavendishia aberrans ingår i släktet Cavendishia och familjen ljungväxter. Inga underarter finns listade i Catalogue of Life.